# Jerijeri
Jerijeri är ett periodiskt vattendrag i Burundi.   Det ligger i provinsen Gitega, i den centrala delen av landet, 60 kilometer öster om huvudstaden Bujumbura.
Omgivningarna runt Jerijeri är huvudsakligen savann. Runt Jerijeri är det tätbefolkat, med 343 invånare per kvadratkilometer.